# Lukas Klapfer
Lukas Klapfer (ur. 25 grudnia 1985 w Eisenerz) – austriacki narciarz, specjalista kombinacji norweskiej, trzykrotny medalista olimpijski, dwukrotny medalista mistrzostw świata, brązowy medalista mistrzostw świata juniorów.

## Kariera
Po raz pierwszy na arenie międzynarodowej Lukas Klapfer pojawił się 19 stycznia 2002 roku w Saalfelden am Steinernen Meer, gdzie zajął 47. miejsce w zawodach Pucharu Świata B rozgrywanych metodą Gundersena. W lutym 2003 roku wziął udział w mistrzostwach świata juniorów w Sollefteå, gdzie był między innymi dziewiąty w drużynie i trzynasty w Gundersenie. Najlepsze wyniki w tej kategorii wiekowej osiągnął podczas mistrzostw świata juniorów w Stryn w 2004 roku, gdzie wspólnie z kolegami z reprezentacji zdobył brązowy medal w drużynie, a indywidualnie był między innymi dwunasty w sprincie. Startował także na rozgrywanych rok później mistrzostwach świata juniorów w Rovaniemi, gdzie zajął 26. miejsce w sprincie, szóste w drużynie, a zawody metodą Gundersena zakończył na szesnastym miejscu.
W Pucharze Świata zadebiutował 29 stycznia 2005 roku w Sapporo, gdzie zajął osiemnastą pozycję w starcie masowym. Tym samym już w swoim debiucie zdobył pierwsze pucharowe punkty. Na podium zawodów PŚ pierwszy raz stanął 7 lutego 2009 roku w Seefeld, gdzie był drugi w Gundersenie, przegrywając tylko ze swym rodakiem Mario Stecherem. Pierwsze zwycięstwo w zawodach tego cyklu odniósł 4 stycznia 2015 roku w Schonach, wyprzedzając Japończyka Akito Watabe i Jana Schmida z Norwegii. Najlepsze wyniki osiągnął w sezonie 2015/2016, kiedy zajął dziewiąte miejsce w klasyfikacji generalnej.
W lutym 2009 roku pojechał na mistrzostwa świata w Libercu. Został zgłoszony do startu w jednej konkurencji, starcie masowym, jednak ostatecznie w nim nie wystąpił. Na rozgrywanych cztery lata później mistrzostwach świata w Val di Fiemme wystąpił w zawodach drużynowych, w których Austriacy zajęli piąte miejsce. Największy sukces w karierze osiągnął podczas igrzysk olimpijskich w Soczi w 2014 roku, gdzie wspólnie z Mario Stecherem, Christophem Bielerem i Bernhardem Gruberem zdobył brązowy medal w drużynie. W startach indywidualnych zajął tam dwunaste miejsce na normalnym obiekcie, a na dużej skoczni rywalizację ukończył na szesnastej pozycji. Z mistrzostwach świata w Falun w 2015 roku wrócił bez medalu. Jednak na rozgrywanych trzy lata później igrzyskach olimpijskich w Pjongczangu wywalczył indywidualnie brązowy medal w rywalizacji na normalnej skoczni, przegrywając tylko z Niemcem Erikiem Frenzelem i Akito Watabe. Osiem dni później brązowy medal zdobył także w sztafecie.
Po sezonie 2021/22 postanowił zakończyć karierę.

## Osiągnięcia

### Igrzyska Olimpijskie
| Miejsce | Dzień     | Rok  | Miejscowość | Konkurencja           | Wynik zwycięzcy | Strata  | Zwycięzca       |
| ------- | --------- | ---- | ----------- | --------------------- | --------------- | ------- | --------------- |
| 12.     | 12 lutego | 2014 | Soczi       | Gundersen HS106/10 km | 23:50,2         | +1:04,3 | Eric Frenzel    |
| 15.     | 18 lutego | 2014 | Soczi       | Gundersen HS140/10 km | 22:45,5         | +52,2   | Jørgen Gråbak   |
| 3.      | 21 lutego | 2014 | Soczi       | Sztafeta HS140/4x5 km | 47:13,5         | +3,4    | Norwegia        |
| 3.      | 14 lutego | 2018 | Pjongczang  | Gundersen HS109/10 km | 24:51,4         | +18,1   | Eric Frenzel    |
| 9.      | 20 lutego | 2018 | Pjongczang  | Gundersen HS140/10 km | 23:52,5         | +1:22,8 | Johannes Rydzek |
| 3.      | 22 lutego | 2018 | Pjongczang  | Sztafeta HS140/4x5 km | 46:09,8         | +1:13,8 | Niemcy          |

### Mistrzostwa świata
| Miejsce | Dzień     | Rok  | Miejscowość      | Konkurencja              | Wynik zwycięzcy | Strata  | Zwycięzca          |
| ------- | --------- | ---- | ---------------- | ------------------------ | --------------- | ------- | ------------------ |
| DNF     | 20 lutego | 2009 | Liberec          | Start masowy HS100/10 km | 276,0 pkt       | -       | Todd Lodwick       |
| 5.      | 24 lutego | 2013 | Val di Fiemme    | Sztafeta HS106/4x5 km    | 57:34,0         | +7,6    | Francja            |
| 15.     | 20 lutego | 2015 | Falun            | Gundersen HS100/10 km    | 26:38,9         | +1:07,3 | Johannes Rydzek    |
| 5.      | 22 lutego | 2015 | Falun            | Sztafeta HS100/4x5 km    | 44:20,7         | +1:10,5 | Niemcy             |
| 21.     | 26 lutego | 2015 | Falun            | Gundersen HS134/10 km    | 22:45,8         | +1:25,3 | Bernhard Gruber    |
| 31.     | 22 lutego | 2019 | Seefeld in Tirol | Gundersen HS130/10 km    | 23:43,0         | +3:32,5 | Eric Frenzel       |
| 3.      | 2 marca   | 2019 | Seefeld in Tirol | Sztafeta HS109/4x5 km    | 50:15,5         | +5,0    | Norwegia           |
| 22.     | 26 lutego | 2021 | Oberstdorf       | Gundersen HS106/10 km    | 23:01,2         | +1:57,3 | Jarl Magnus Riiber |
| 3.      | 28 lutego | 2021 | Oberstdorf       | Sztafeta HS106/4x5 km    | 43:57,7         | +49,1   | Norwegia           |
| 26.     | 4 marca   | 2021 | Oberstdorf       | Gundersen HS137/10 km    | 23:11,1         | +4:13,6 | Johannes Lamparter |

### Mistrzostwa świata juniorów
| Miejsce | Dzień    | Rok  | Miejscowość | Konkurencja           | Wynik zwycięzcy | Strata  | Zwycięzca        |
| ------- | -------- | ---- | ----------- | --------------------- | --------------- | ------- | ---------------- |
| 13.     | 5 lutego | 2003 | Sollefteå   | Gundersen K107/10 km  | ?               | +3:25,9 | Björn Kircheisen |
| 9.      | 7 lutego | 2003 | Sollefteå   | Sztafeta K107/4x5 km  | 58:41,8         | ?       | Niemcy           |
| 33.     | 9 lutego | 2003 | Sollefteå   | Sprint K107/5 km      | 14:02,6         | +2:34,8 | Björn Kircheisen |
| 25.     | 4 lutego | 2004 | Stryn       | Gundersen K90/10 km   | 26:06,3         | +5:59,6 | Petter Tande     |
| 3.      | 6 lutego | 2004 | Stryn       | Sztafeta K90/4x5      | 58:03,0         | +1:39,0 | Norwegia         |
| 12.     | 8 lutego | 2004 | Stryn       | Sprint K90/7,5 km     | 14:02,1         | +1:39,6 | Petter Tande     |
| 16.     | 22 marca | 2005 | Rovaniemi   | Gundersen HS100/10 km | 25:56,6         | +3:37,9 | Petter Tande     |
| 6.      | 24 marca | 2005 | Rovaniemi   | Sztafeta HS100/4x5    | 44:17,1         | +2:59,2 | Niemcy           |
| 26.     | 26 marca | 2005 | Rovaniemi   | Sprint HS100/5 km     | 14:02,1         | +2:07,2 | Petter Tande     |

### Puchar Świata

#### Miejsca w klasyfikacji generalnej
- sezon 2004/2005: 49.
- sezon 2005/2006: nie brał udziału
- sezon 2006/2007: 29.
- sezon 2007/2008: 29.
- sezon 2008/2009: 14.
- sezon 2009/2010: 36.
- sezon 2010/2011: 29.
- sezon 2011/2012: 45.
- sezon 2012/2013: 34.
- sezon 2013/2014: 13.
- sezon 2014/2015: 10.
- sezon 2015/2016: 9.
- sezon 2016/2017: 28.
- sezon 2017/2018: 14.
- sezon 2018/2019: 18.
- sezon 2019/2020: 15.
- sezon 2020/2021: 18.
- sezon 2021/2022: 34.

#### Miejsca na podium
| Nr | Data             | Miejscowość   | Konkurencja           | Wynik zwycięzcy | Pozycja | Strata | Zwycięzca     |
| -- | ---------------- | ------------- | --------------------- | --------------- | ------- | ------ | ------------- |
| 1. | 7 lutego 2009    | Seefeld       | Gundersen HS100/10 km | 25:29,0         | 2.      | +4,8   | Mario Stecher |
| 2. | 4 stycznia 2015  | Schonach      | Gundersen HS106/10 km | 24:38,2         | 1.      | -      | -             |
| 3. | 6 grudnia 2015   | Lillehammer   | Gundersen HS100/10 km | 25:41,8         | 3.      | +1,9   | Magnus Krog   |
| 4. | 6 marca 2016     | Schonach      | Gundersen HS106/15 km | 38:43,3         | 3.      | +3,1   | Jørgen Gråbak |
| 5. | 12 stycznia 2018 | Val di Fiemme | Gundersen HS135/10 km | 25:56,4         | 2.      | +18,4  | Jørgen Gråbak |
| 6. | 14 stycznia 2018 | Val di Fiemme | Gundersen HS135/10 km | 26:19,9         | 2.      | +8,0   | Jan Schmid    |

### Puchar Kontynentalny

#### Miejsca w klasyfikacji generalnej
- sezon 2009/2010: 14.
- sezon 2010/2011: 8.
- sezon 2011/2012: 20.
- sezon 2012/2013: nie brał udziału
- sezon 2013/2014: nie brał udziału
- sezon 2014/2015: nie brał udziału
- sezon 2015/2016: nie brał udziału
- sezon 2016/2017: 20.
- sezon 2017/2018: nie brał udziału
- sezon 2018/2019: nie brał udziału
- sezon 2019/2020: nie brał udziału
- sezon 2020/2021: nie brał udziału
- sezon 2021/2022: 17.

#### Miejsca na podium chronologicznie
| Nr  | Data           | Miejscowość | Konkurencja           | Wynik zwycięzcy | Pozycja | Strata | Zwycięzca                  |
| --- | -------------- | ----------- | --------------------- | --------------- | ------- | ------ | -------------------------- |
| 1.  | 7 lutego 2010  | Eisenerz    | Gundersen HS95/10 km  | 26:46,5         | 2.      | +8,3   | Tomaz Druml                |
| 2.  | 13 lutego 2010 | Kranj       | Gundersen HS109/10 km | 23:02,1         | 1.      | -      | -                          |
| 3.  | 5 lutego 2011  | Eisenerz    | Gundersen HS100/10 km | 22:47,7         | 3.      | +2,6   | Truls Sønstehagen Johansen |
| 4.  | 6 lutego 2011  | Eisenerz    | Gundersen HS100/10 km | 22:44,4         | 1.      | -      | -                          |
| 5.  | 12 lutego 2011 | Szczyrk     | Gundersen HS106/10 km | 32:18,8         | 1.      | -      | -                          |
| 6.  | 13 lutego 2011 | Szczyrk     | Gundersen HS106/10 km | 24:32,9         | 3.      | +1,0   | Magnus Krog                |
| 7.  | 11 lutego 2012 | Eisenerz    | Gundersen HS100/10 km | 29:04,0         | 1.      | -      | -                          |
| 8.  | 12 lutego 2012 | Eisenerz    | Gundersen HS100/10 km | 28:19,6         | 1.      | -      | -                          |
| 9.  | 18 lutego 2017 | Planica     | Gundersen HS139/10 km | 22:56,6         | 1.      | -      | -                          |
| 10. | 19 lutego 2017 | Planica     | Gundersen HS139/10 km | 22:26,7         | 1.      | -      | -                          |
| 11. | 13 lutego 2022 | Lillehammer | Gundersen HS98/10 km  | 22:03,6         | 2.      | +1,5   | Lars Ivar Skårset          |
| 12. | 18 lutego 2022 | Eisenerz    | Gundersen HS109/10 km | 24:00,1         | 1.      | -      | -                          |

### Letnie Grand Prix

#### Miejsca w klasyfikacji generalnej
- 2004: niesklasyfikowany
- 2005: niesklasyfikowany
- 2006: niesklasyfikowany
- 2007: 25.
- 2008: 33.
- 2009: 52.
- 2010: nie brał udziału
- 2011: nie brał udziału
- 2012: nie brał udziału
- 2013: 36.
- 2014: nie brał udziału
- 2015: nie brał udziału
- 2016: 19.
- 2017: nie brał udziału
- 2018: nie brał udziału
- 2019: (29.)[11]
- 2021: 11. (16.)[12]

#### Miejsca na podium chronologicznie
Jak dotąd Klapfer nie stawał na podium indywidualnych zawodów LGP.